# جيمس جي. فولتون
جيمس جي. فولتون (بالإنجليزية: James G. Fulton)‏ هو محامي وناشر وسياسي أمريكي، ولد في 1 مارس 1903 في الولايات المتحدة، وتوفي في 6 أكتوبر 1971 بواشنطن العاصمة في الولايات المتحدة. حزبياً، نشط في الحزب الجمهوري. وقد انتخب عضو مجلس ولاية بنسيلفانيا (1939 – 1940) وانتخب عضو مجلس النواب الأمريكي.